# Dégradations de cimetières par Israël et nécro-violences contre les Palestiniens
Les forces israéliennes ont endommagé ou détruit au moins seize cimetières dans la bande de Gaza durant la guerre de 2023 entre Israël et le Hamas dans divers endroits de Gaza en Palestine, comme l'ont établi les preuves recueillies par CNN, le New York Times et Euro-Mediterranean Human Rights Monitor.
Selon Israël, leurs intentions étaient dans un premier temps, de rechercher les corps d'otages israéliens dans certains endroits après avoir reçu des renseignements à cet effet. Par ailleurs les Forces de défense israéliennes (FDI) déclarent que le creusement du cimetière de Beit Hanoun près de Khan Younès est dû à la découverte de ce qu'elles prétendent être un centre de commandement du Hamas dans un tunnel, qui, selon Tsahal, sans fournir de preuves, se trouvait directement sous le cimetière. CNN n'a pas été en mesure de vérifier l'emplacement du tunnel sous le cimetière, et a cherché mais n'a pas trouvé d'entrée de tunnel sur le terrain du cimetière.
De manière plus générale, des rapports font état de diverses formes de nécro-violence à l'encontre des Palestiniens (contre les cadavres) dans le cadre de l'occupation de la Cisjordanie et de la bande de Gaza. Outre la profanation ou la destruction de cimetières, les techniques employées comprennent la rétention des corps palestiniens, empêchant ainsi les familles de faire le deuil de leurs proches, et les « cimetières de numéros » où les tombes ne sont marquées que par des numéros et non par des noms, déshumanisant ainsi les morts,.

## Destructions de cimetières dans la bande de Gaza
Israël a mené un certain nombre d'activités dans les cimetières de Gaza, y compris l'établissement de bases militaires et, selon les FDI, l'exhumation de corps pour tenter de localiser les corps des otages ; ils mènent des « opérations précises de sauvetage d'otages dans les endroits spécifiques où les informations indiquent que les corps des otages peuvent être localisés »,.
La destruction intentionnelle de sites religieux peut constituer un crime de guerre si elle est effectuée sans nécessité militaire,.
| Zone de la bande de Gaza   | Quartier                                                             | Nom du cimetière                                                                    | incident signalé dans: 1. NYT (14.12.2023) 2. Euromed (16.01.2024), CNN (20.01.2024) | incident signalé dans: 1. NYT (14.12.2023) 2. Euromed (16.01.2024), CNN (20.01.2024) | incident signalé dans: 1. NYT (14.12.2023) 2. Euromed (16.01.2024), CNN (20.01.2024) | incident signalé dans: 1. NYT (14.12.2023) 2. Euromed (16.01.2024), CNN (20.01.2024) | incident signalé dans: 1. NYT (14.12.2023) 2. Euromed (16.01.2024), CNN (20.01.2024) |
| Zone de la bande de Gaza   | Quartier                                                             | Nom du cimetière                                                                    | Date(s)                                                                              | Description | 1                                                                                    | 2                                                                                    | 3                                                                                    |
| -------------------------- | -------------------------------------------------------------------- | ----------------------------------------------------------------------------------- | ------------------------------------------------------------------------------------ | --- | ------------------------------------------------------------------------------------ | ------------------------------------------------------------------------------------ | ------------------------------------------------------------------------------------ |
| Ville de Gaza              | Centre-ville près de l'hôpital Al-Shifa                              | Al-Baṭsh (البطش)                                                                    | Début Jan. 2024                                                                      | Les forces israéliennes rasent le cimetière et la majorité des corps sont« enlevés, démembrés et pillés, ainsi que certaines pierres tombales » |                                                                                      | x                                                                                    |                                                                                      |
| Ville de Gaza              | Shuja'iyya (الشجاعية)                                                | Cimetière tunisien map (مقبرة التوانسي)                                             |                                                                                      | Les forces israéliennes rasent une partie du cimetière, élèvent des murs et garent des véhicules blindés derrière ces murs. | x                                                                                    |                                                                                      |                                                                                      |
| Ville de Gaza              | Shuja'iyya (الشجاعية)                                                | Non indiqué, « plus petit que le tunisien » (Cimetière Shajā‛iye ? (مقبرة الشجاعية) |                                                                                      | Des véhicules militaires israéliens détruisent des dizaines de tombes. | x                                                                                    |                                                                                      | x                                                                                    |
| Ville de Gaza              | Sheikh Ijlin (الشيخ عجلين)                                           | Sheikh Ijlin (الشيخ عجلين)                                                          |                                                                                      | Rasé | x                                                                                    |                                                                                      | x                                                                                    |
| Ville de Gaza              | Sheikh Radwan (الشيخ رضوان)                                          | Sheikh Radwan (الشيخ رضوان)                                                         |                                                                                      | |                                                                                      | x                                                                                    |                                                                                      |
| Ville de Gaza              | Place de la Palestine ميدان فلسطين a.k.a. Al-Saha (As-Saha) (الساحة) | Sheikh Shaaban (لشيخ شعبان)                                                         | 17–20 ou 21 Déc. 2023                                                                | Les bulldozers détruisent le cimetière,. Ils piétinement également les corps. |                                                                                      | x                                                                                    |                                                                                      |
| Ville de Gaza              | Zaytoun, vieille ville (الزيتون)                                     | Église Saint-Porphye (كَنِيسَة الْقِدِّيس بُرْفِيرْيُوس)                                        |                                                                                      | |                                                                                      | x                                                                                    |                                                                                      |
| Ville de Gaza              | Tuffah (التفاح)                                                      | Tuffah (التفاح)                                                                     | Jours précédents le 6 Jan. 2024                                                      | L'armée israélienne exhume les corps et brise les tombes. |                                                                                      | x                                                                                    | x                                                                                    |
| Ville de Gaza              | Tuffah (التفاح)                                                      | Cimetière de la mosquée Ali ibn Marwan (en) map (جامع ابن مروان)                    |                                                                                      | |                                                                                      | x                                                                                    |                                                                                      |
| Nord de la bande de Gaza   | Jabalia (جباليا)                                                     | Al Falouja map (قبرة الفالوجا)                                                      |                                                                                      | Profanée par l'armée israélienne. Les pierres tombales sont détruites, la terre est retournée, des traces de passage de chars sont relevées. | x                                                                                    | x                                                                                    | x                                                                                    |
| Nord de la bande de Gaza   | Beit Hanoun (بيت حانون)                                              | Beit Hanoun (بيت حانون)                                                             |                                                                                      | | x                                                                                    |                                                                                      |                                                                                      |
| Nord de la bande de Gaza   | Beit Lahia (بيت لاهيا)                                               | Shuhada (شُهَدَاء)                                                                     |                                                                                      | Rasé | x                                                                                    |                                                                                      | x                                                                                    |
| Centre de la bande de Gaza | Bureij (البريج)                                                      | New Bureij (مقبرة البريج الجديدة                                                    |                                                                                      | L'armée israélienne conduit un char avec des reporters de CNN à l'intérieur sur un chemin de terre traversant le cimetière récemment rasé par les chars israéliens. Des tombes sont visibles de part et d'autre du chemin de terre récemment rasé. |                                                                                      |                                                                                      | x                                                                                    |
| Sud de la bande de Gaza    | Khan Younès (خان يونس)                                               | Centre de Khan Younès خان يونس                                                      |                                                                                      | Les forces israéliennes ouvrent des tombes, en retirent des corps et endommagent gravement des tombes.Les FDI ont reconnaissent avoir exhumé des corps dans le cadre de leur recherche des corps d'otages israéliens.                              |                                                                                      |                                                                                      | x                                                                                    |
| Sud de la bande de Gaza    | Bani Suheila (بني سهيلا)                                             | Bani Suheila (بني سهيلا)                                                            | 2+ semaines Déc–Janv 2023–2024                                                       | Un bulldozer construit des fortifications défensives. |                                                                                      | x                                                                                    | x                                                                                    |

*ou Al-Faluja, Al-Fallujah, etc.